# Le Corbusier
Charles-Édouard Jeanneret-Gris, más conocido a partir de la década de 1920 como Le Corbusier (La Chaux-de-Fonds, Suiza, 6 de octubre de 1887-Roquebrune-Cap-Martin, Francia, 27 de agosto de 1965), fue un arquitecto y teórico de la arquitectura, urbanista, pintor, escultor y hombre de letras suizo nacionalizado francés en 1930.
Es considerado uno de los más claros exponentes de la arquitectura moderna (junto con Frank Lloyd Wright, Oscar Niemeyer, Walter Gropius, Alvar Aalto, Richard Neutra, Ludwig Mies van der Rohe y Theo van Doesburg) y uno de los arquitectos más influyentes del siglo XX. Además de ser uno de los más grandes renovadores de la arquitectura moderna, fue un incansable agitador cultural, labor que ejerció con pasión a lo largo de toda su vida. Con sus escritos se ganó una merecida fama de polemista y aportó un verdadero caudal de ideas innovadoras que han hecho que su obra influya decisivamente en la arquitectura posterior. Entre ellos destaca Hacia una arquitectura (1923), por su trascendencia para la historiografía y la cultura arquitectónica.
El 15 de marzo de 2016, parte de la «Obra arquitectónica de Le Corbusier – Contribución excepcional al Movimiento Moderno» fue inscrito como Patrimonio de la Humanidad, en la categoría de bien cultural (n.º. ref. 1321rev), un amplio conjunto transnacional —en siete países: Alemania, Argentina, Bélgica, Francia, India, Japón y Suiza— que comporta la protección de 17 sitios individuales (algunos con varios inmuebles).

## Biografía
Nació en 1887, en la localidad de La Chaux-de-Fonds, en la Suiza francófona con el nombre de Charles Édouard Jeanneret-Gris. A los 29 años se trasladó a París donde adoptó el seudónimo Le Corbusier, variación humorística (ya que evoca a la palabra cuervo) del apellido de su abuelo materno: Lecorbésier. Su padre se dedicaba a laquear cajas de relojes para la industria relojera de su ciudad natal, y su madre fue pianista y profesora de música. 
En 1900 Le Corbusier comenzó su aprendizaje como grabador y cincelador en la Escuela de Arte de La Chaux-de-Fonds. Uno de sus profesores, Charles L'Eplattenier, le orientó hacia la pintura y después hacia la arquitectura. En 1905 diseñó su primer edificio, la Villa Fallet, una casa unifamiliar para un miembro de la Escuela de Arte. En los siguientes diez años hizo numerosos edificios, que todavía no llevaban su sello característico posterior, y que él mismo no incluyó en su Obra Completa.
Ya en París, trabajó durante quince meses en el estudio de Auguste Perret, arquitecto pionero en la técnica de construcción en hormigón armado. A continuación se trasladó a Alemania para estudiar las tendencias arquitectónicas de ese país. Allí trabajó en la oficina de Peter Behrens, donde coincidió con Ludwig Mies van der Rohe y Walter Gropius, quienes también trabajaban ahí en esa época, aunque probablemente no a la vez. El año 1911 lo dedicó por completo a viajar. Desde Viena fue a Rumanía, Turquía, Grecia e Italia, y a su regreso fue profesor durante dos años en el departamento de arquitectura y decoración de la Escuela de Arte de París.

Primeros proyectos de Le Corbusier
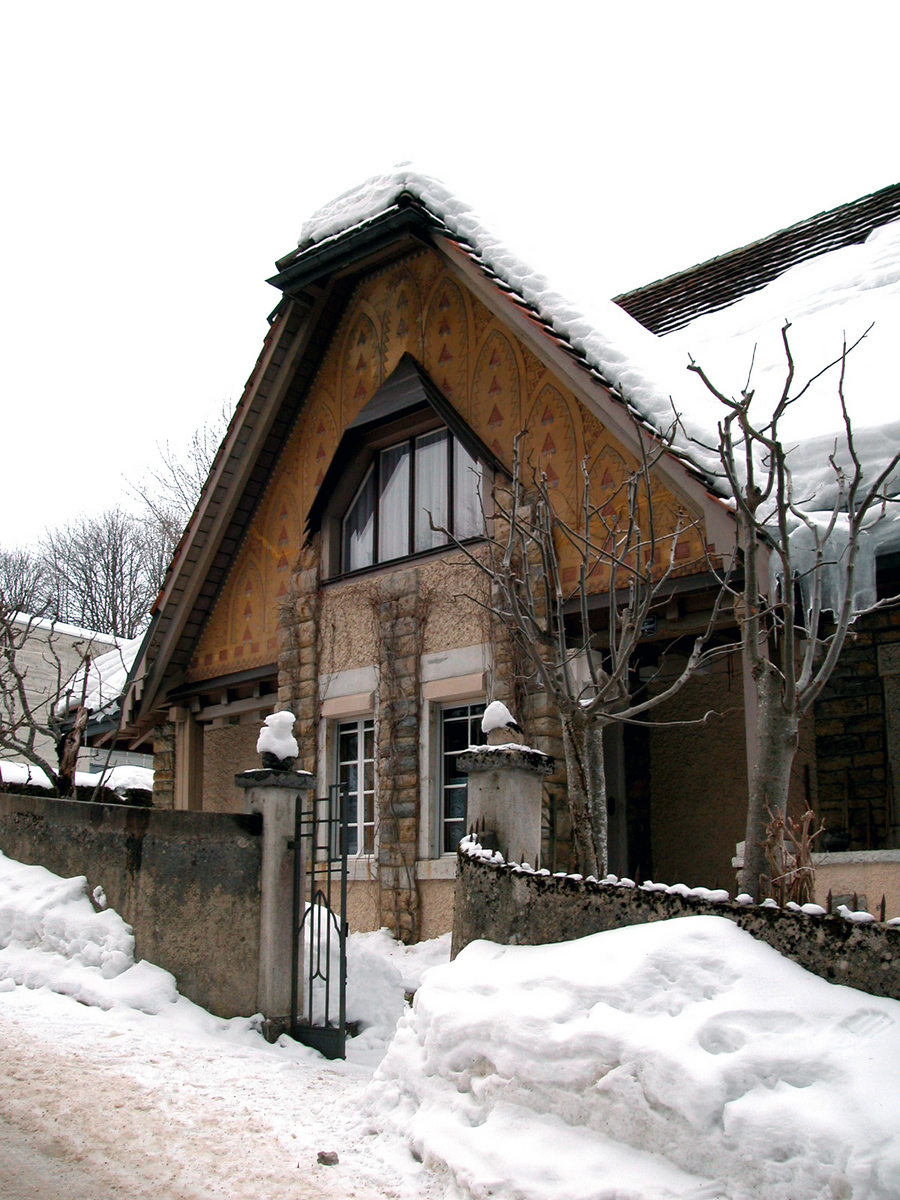
Villa Fallet, proyecto de estudiante en Suiza (1905).
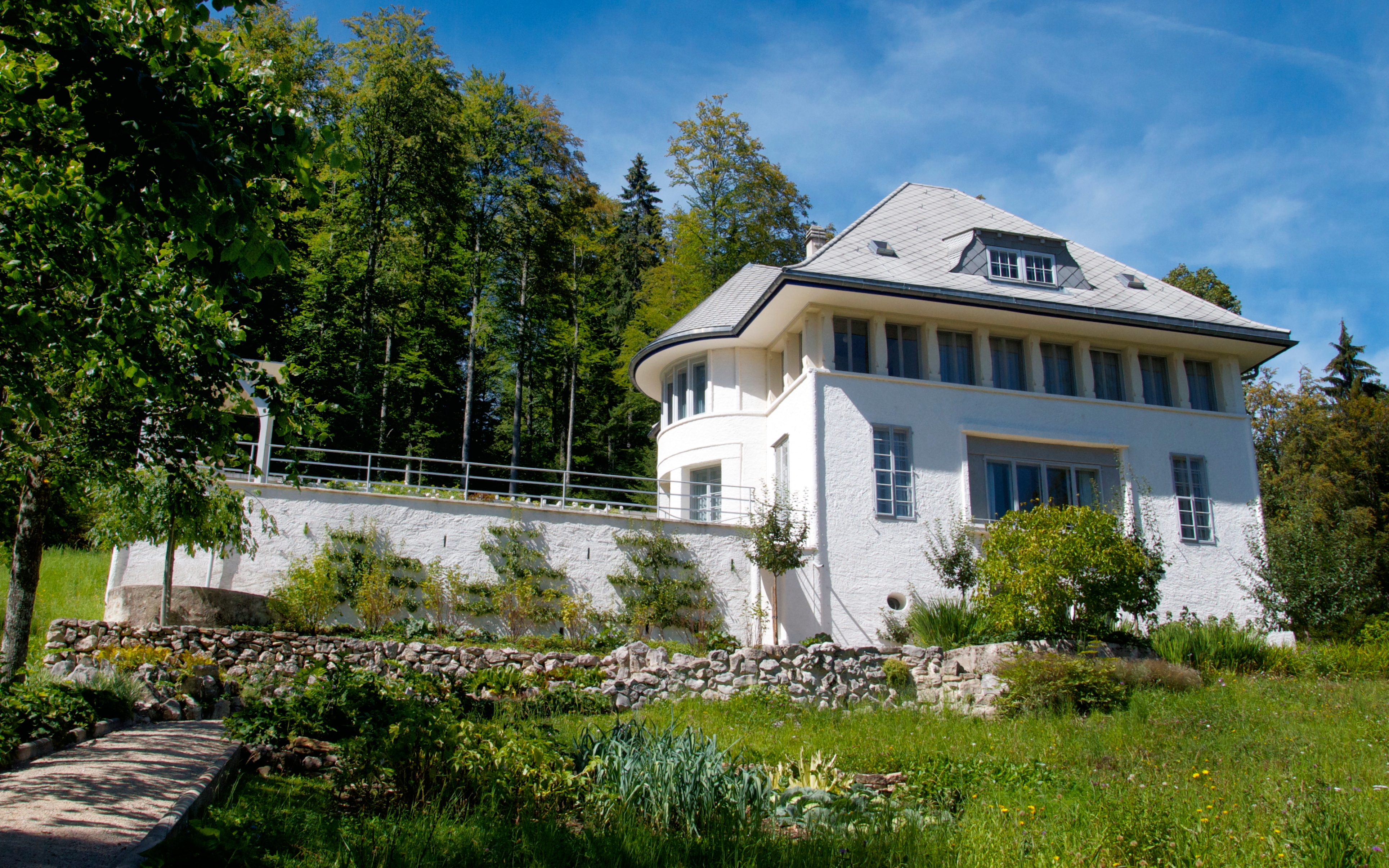
Villa Jeanneret-Perret, también conocida como Maison Blanche, construida para sus padres en 1912 en La Chaux-de-Fonds.
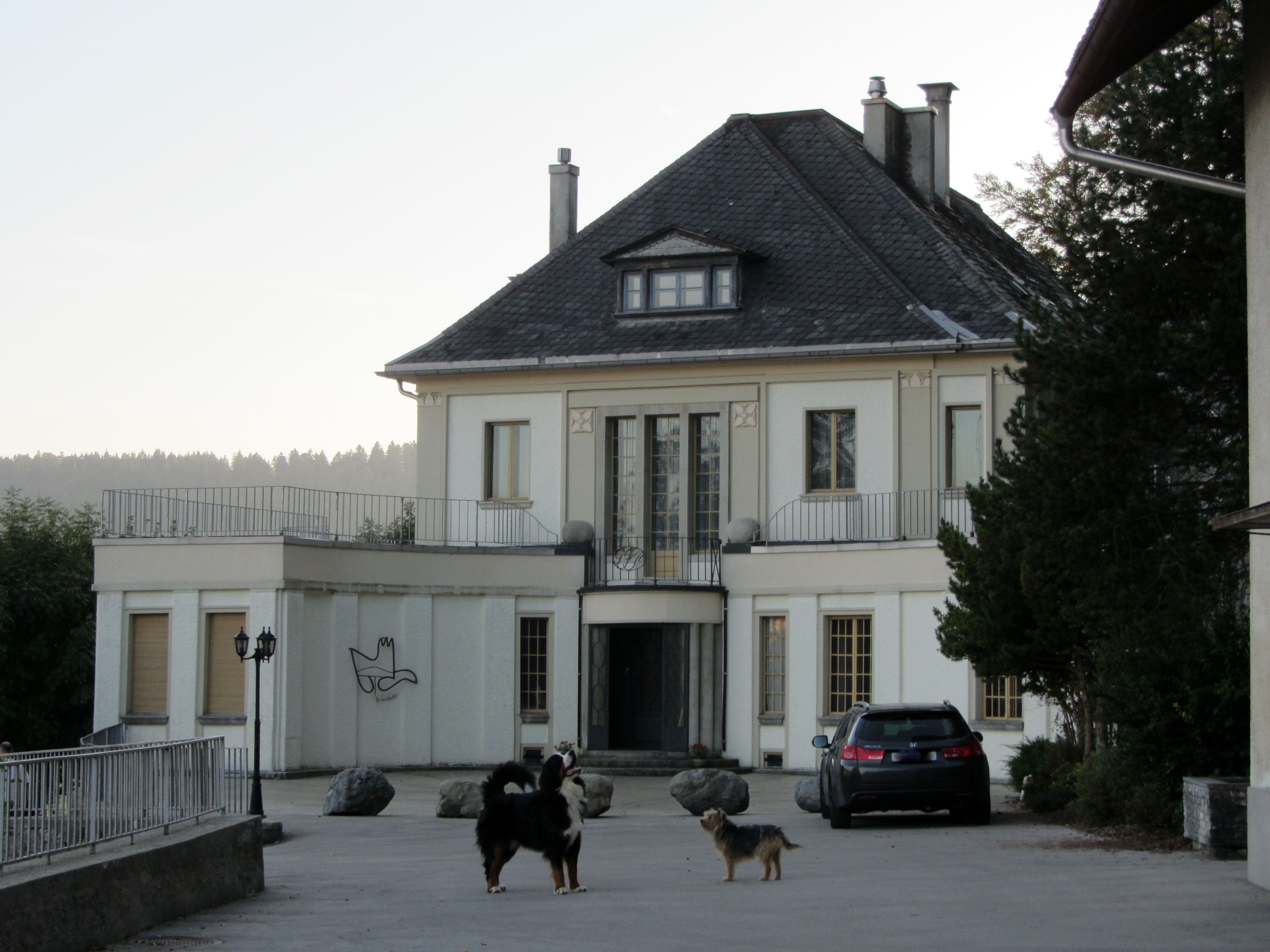
Villa Favre-Jacot en Le Locle, Suiza (1912).

En 1920 editó la revista L'Esprit Nouveau junto al pintor Amédée Ozenfant, publicación donde ambos sentaron las bases del Purismo. En esta revista, Jeanneret comenzó a firmar algunos de sus artículos con el pseudónimo de Le Corbusier.
Para la difusión de su obra, Le Corbusier recurrió a la fotografía, en los años veinte. Las enviaba a medios variados e internacionales, que manifestaban gran devoción por el mensaje moderno. Fue solicitado por la vanguardia pero también por publicaciones populares en las que puso un interés continuado.

Plan Voisin para París (1925).

En 1922, Le Corbusier comenzó a trabajar con su primo Pierre Jeanneret en su despacho de arquitectura en la rue de Sèvres, asociación que mantuvieron hasta 1940 y que luego retomarían para los proyectos en la India. Inicialmente los dos diseñaron casi exclusivamente edificios residenciales. Uno de sus grandes proyectos de estos años, en este caso como urbanista, fue su diseño conceptual de una ciudad de tres millones de habitantes, la Ville Contemporaine (Ciudad Contemporánea) en 1922, así como su Plan Voisin para París (1925).

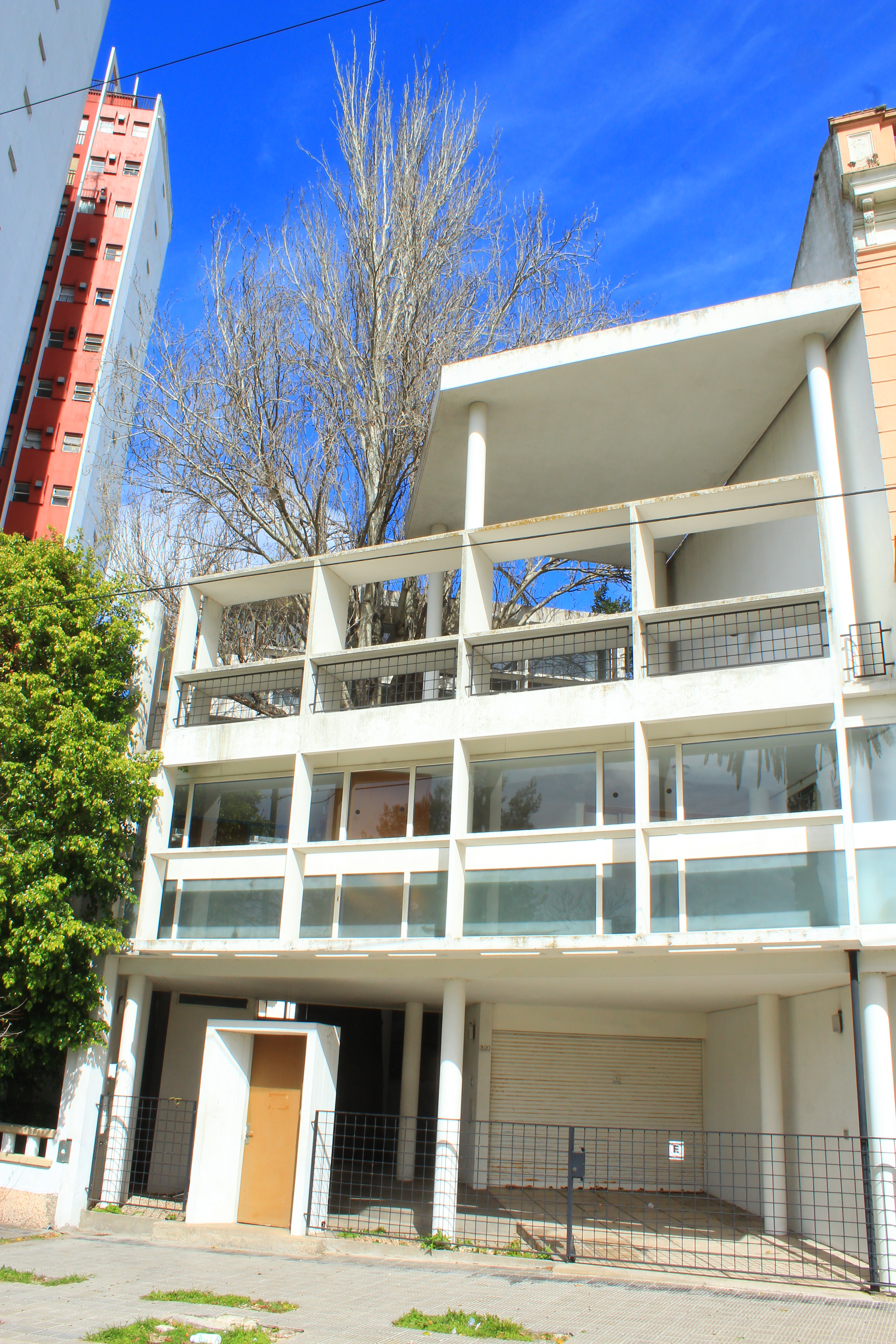
Casa Curutchet, La Plata, Argentina (1949-53).

En octubre de 1929 Le Corbusier dictó en Buenos Aires un ciclo de diez conferencias, invitado por la Asociación Amigos del Arte. En este viaje también visitó Río de Janeiro, Asunción y Montevideo. En referencia a la primera de las ciudades citadas, dejó bien clara su percepción de urbanista al expresar: «Buenos Aires es una ciudad que le da la espalda a su río», aludiendo con esto a algo de lo que aún adolece tal ciudad: pese a tener una extendida costa frente al gran estuario del Río de La Plata, se ha privilegiado ediliciamente un área que no permite la vista a tal estuario, es más, el acceso al mismo se halla obstaculizado por instalaciones de antiguos puertos, un aeropuerto, tramos ferroviarios a nivel y autopistas. Los temas de estas conferencias fueron publicados en 1930 en el libro Precisiones.
La única obra de Le Corbusier en la Argentina es la Casa Curutchet, una vivienda unifamiliar construida en la ciudad de La Plata, capital de la Provincia de Buenos Aires, entre los años 1949 y 1953 bajo la dirección de obra de Amancio Williams. En Brasil proyectó la embajada de Francia en Brasilia y el Edificio Gustavo Capanema (Río de Janeiro), este último con la colaboración de los arquitectos locales Lucio Costa y Oscar Niemeyer.
Le Corbusier fue un trabajador incansable. Realizó innumerables proyectos, de los cuales muchos nunca llegaron a realizarse, pero que marcaron a generaciones posteriores de arquitectos. 
Difundió también sus ideas urbanas a través de los CIAM (Congresos Internacionales de Arquitectura Moderna) donde también participó con los arquitectos y urbanistas (delegados de la URSS) Moisei Ginzburg y El Lisitski; y difundió sus ideas también con uno de los documentos más importantes de la modernidad, la Carta de Atenas. Sin embargo, fue únicamente en Chandigarh, India, (proyecto que realizó junto a Pierre Jeanneret, Jane Drew y Maxwell Fry) donde pudo hacerlas realidad.
Su relación con el mar fue intensa pero a la vez aciaga y finalmente letal. En 1938 quedó atrapado por la hélice de un yate que le produjo una profunda cicatriz en su pierna derecha. En 1952 construyó en Roquebrune-Cap-Martin, en la Costa Azul francesa, una cabaña minúscula en la que pasó siempre que pudo todos los veranos del resto de su vida. De ella llegó a decir: “Tengo un castillo en la Costa Azul que tiene 3,66 x 3,66 metros. Una puerta minúscula, una escalera exigua y el acceso a una cabaña incrustada debajo de los viñedos. Solamente el sitio es grandioso, un golfo soberbio con acantilados abruptos”.
El 27 de agosto de 1965, desobedeciendo las indicaciones de su médico, Le Corbusier fue a nadar mientras pasaba sus vacaciones en su cabaña en Roquebrune-Cap-Martin, en el Mediterráneo francés. Fue encontrado muerto por unos pescadores, presumiblemente de un ataque al corazón.
Fue nombrado miembro de número de la Academia Nacional de Bellas Artes.

### Controversia Política
Las opiniones políticas de Le Corbusier han sido bastante variables a lo largo del tiempo. En la década de 1920, cofundó y contribuyó con artículos sobre urbanismo a las revistas fascistas Plans, Prélude y L'Homme Réel. También escribió artículos a favor del antisemitismo nazi para esas revistas, así como "editoriales de odio". Entre 1925 y 1928, Le Corbusier tenía conexiones con Le Faisceau, un partido fascista francés de corta duración dirigido por Georges Valois. Más tarde, Valois se convirtió en antifascista. Le Corbusier conocía a otro exmiembro de Faisceau, Hubert Lagardelle, un exlíder sindicalista que se había sentido descontento con la izquierda política. En 1934, después de que Lagardelle hubiera obtenido un puesto en la embajada francesa en Roma, arregló que Le Corbusier diera una conferencia sobre arquitectura siendo invitado por Benito Mussolini. Lagardelle más tarde fue ministro de trabajo en el Régimen de Vichy. Mientras que Le Corbusier buscó encargo del régimen de Vichy, particularmente en el rediseño de Marsella después de que su población judía hubiera sido eliminada por la fuerza, no tuvo éxito, y el único galardón que recibió fue la pertenencia a un comité que estudiaba el urbanismo. Alexis Carrel, cirujano eugenista, nombró a Le Corbusier para el Departamento de Bio-Sociología de la Fundación para el Estudio de Problemas Humanos, un instituto que promueve políticas eugenésicas bajo el régimen de Vichy. Le Corbusier ha sido acusado de antisemitismo. En escritos a su madre en octubre de 1940, antes de un referéndum celebrado por el gobierno de Vichy dicta: "Los judíos lo están pasando mal. De vez en cuando siento pena. Pero parece que su ciega ansia de dinero ha podrido el país". También fue acusado de menospreciar a la población musulmana de Argelia, entonces parte de Francia. Cuando Le Corbusier propuso un plan para la reconstrucción de Argel, condenó las viviendas existentes para los argelinos europeos, quejándose de que era inferior al habitado por los argelinos indígenas: "los civilizados viven como ratas en agujeros", mientras que "los bárbaros viven en soledad, en bienestar". Su plan para la reconstrucción de Argel fue rechazado, y posteriormente Le Corbusier evitó la política.

## Contribuciones teóricas a la arquitectura

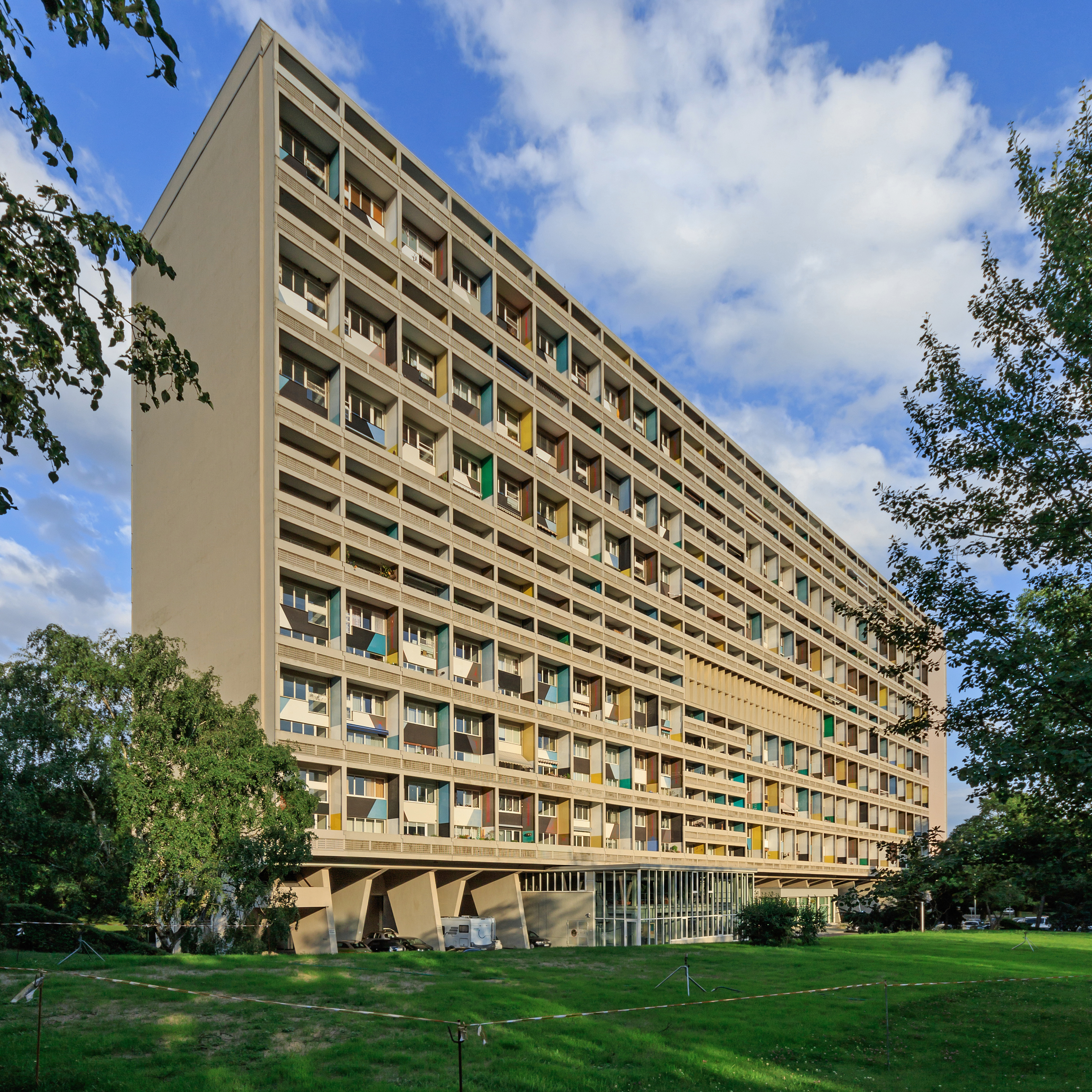
Edificio diseñado por Le Corbusier en Berlín que aplica el concepto «Unité d'Habitation».

Le Corbusier fue, además de un gran arquitecto y pintor, un eminente teórico de la arquitectura. Escribió varios libros, en los que ejemplificaba sus ideas mediante proyectos propios (a la manera clásica como lo hizo en su momento, por ejemplo, Andrea Palladio en I Quattro Libri dell'Architettura). Tuvo muy claro que, aparte de saber crear buenos edificios era necesario saber explicarlos y transmitirlos al resto de los profesionales y a los estudiantes, y ejerció con gran maestría la tarea de publicitar su propia obra.
Como visionario, Le Corbusier veía la posibilidad de cambiar el mundo a través de la arquitectura. Si bien nunca se alió con un grupo político en particular, su postura estaba más cerca de una postura liberal (algunos lo han descrito como un socialista, adjetivo que probablemente se queda corto para caracterizar sus actividades), y como tal, veía todo proceso de diseño con fines utópicos. Esta actitud le permitió contribuir de una forma significativa a la historia de la arquitectura.

### Lamachine à habiter

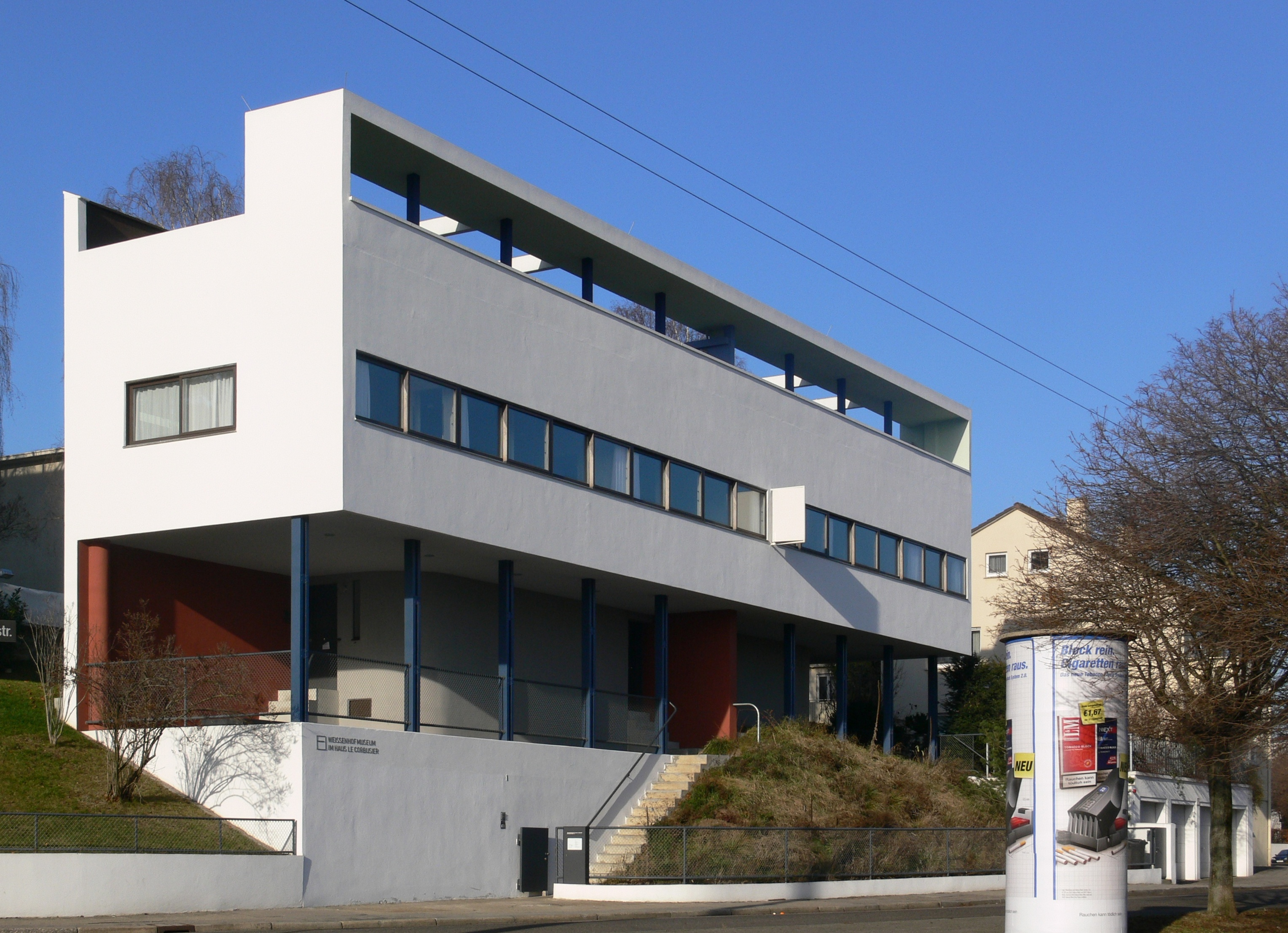
La casa de Le Corbusier construida para la exposición Weissenhofsiedlung en Stuttgart es un perfecto ejemplo de sus «Cinco puntos de una nueva arquitectura».

Le Corbusier es conocido por su definición de la vivienda como la La machine à habiter  (la máquina para habitar traducido literalmente). Con ello, Le Corbusier ponía en énfasis no solo el componente funcional de la vivienda, sino que esta funcionalidad debe estar destinada al vivir, comprendiéndose esto último desde un punto de vista metafísico. Le Corbusier creía que el objetivo de la arquitectura es generar belleza (muy conocida también es su frase: «la Arquitectura es el juego sabio, correcto y magnífico de los volúmenes reunidos bajo la luz»), y que esta debía repercutir en la forma de vida de los ocupantes de los propios edificios.
En cuanto al criterio de «máquina de habitar», Le Corbusier estaba deslumbrado por las entonces nuevas máquinas: en especial los automóviles y aviones, considerando aquellos que tenían diseños prácticos y funcionales como modelo para una arquitectura cuya belleza se basara en la practicidad y funcionalidad; el racionalismo.
El primer ensayo de construcción seriada lo formula en el proyecto de las casas Citrohan.

Las casas Citrohän representan el primer ensayo importante de Le Corbusier sobre una vivienda en serie que puede construirse a partir de elementos estandarizados. Convencido de que el avance de la industrialización puede ser el vehículo para satisfacer gran parte de las necesidades del ser humano, intenta, con un criterio práctico y racional, dirigir la arquitectura por ese rumbo.

En ese sentido hay que nombrar su colaboración con el ingeniero André Missenard, especializado en el ambiente higrotérmico, en los años 1937 a 1957, colaboración que influyó en las ideas sobre los modos de climatizar la arquitectura. También colaboró con Iannis Xenakis, ingeniero griego dedicado también a la climatización de los edificios (aunque es más conocido como compositor musical).

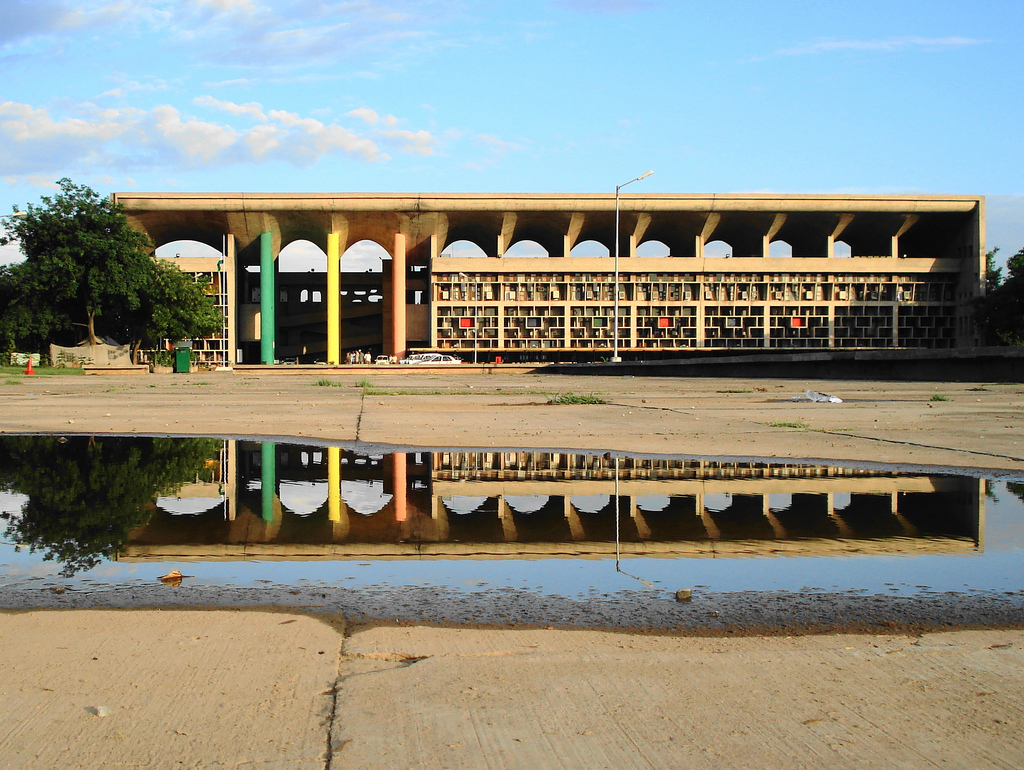
Corte Suprema de Chandigarh, India.

### L´Esprit Nouveau
A fin de divulgar sus ideas sobre la arquitectura y la pintura, Le Corbusier fundó en 1920, junto con Amédée Ozenfant y Paul Dermée, una revista de divulgación artística que obtuvo gran resonancia internacional: L'Esprit Nouveau (El Espíritu Nuevo; aunque en francés la palabra esprit suele tener también el significado de conciencia, razón, inteligencia) cuyo primer número data del 15 de octubre de 1920 y el último de 1925. 

### Hacia una arquitectura
En 1923 Le Corbusier publica una recopilación de artículos de la revista L'Esprit Nouveau (1920-1925) en su libro Hacia una arquitectura.

### Los cinco puntos de una nueva arquitectura
En 1927 Le Corbusier presenta un documento manuscrito donde expone en forma sistemática sus ideas arquitectónicas: los llamados «cinco puntos de una nueva arquitectura» representan una importante innovación conceptual para la época, aprovechando las nuevas tecnologías constructivas, derivadas especialmente del uso del hormigón armado (hasta entonces este material se usaba en viviendas y monumentos disfrazándosele de piedra esculpida con molduras):
1. La planta baja sobre pilotis: para Le Corbusier, la planta baja de la vivienda, al igual que la calle, pertenecía al automóvil, ya sea para circulación o aparcamiento, por este motivo la vivienda se elevaba sobre pilotes para permitir el movimiento de los vehículos.
2. La planta libre: a partir de la estructura independiente, aprovechando la tecnología del hormigón armado genera una estructura de pilares en la que apoyan losas, de esta forma el arquitecto decide dónde poner los cerramientos, siendo independientes de un nivel al otro.
3. La fachada libre: el corolario del plano libre en el plano vertical. La estructura se retrasa respecto de la fachada, liberando a esta de su función estructural y permitiendo libertad en su composición independientemente de la estructura.
4. La ventana alargada: por el mismo motivo del punto anterior, también los muros exteriores se liberan, y las ventanas pueden abarcar todo el ancho de la construcción, mejorando la relación con el exterior y permitiendo un mejor asoleamiento de los espacios interiores.
5. La terraza-jardín: para Le Corbusier la superficie ocupada a la naturaleza por la vivienda debía ser devuelta en forma de jardín en la cubierta del edificio, convirtiendo el espacio sobre la vivienda en un ámbito aprovechable para el esparcimiento, que además permitía mantener condiciones de aislamiento térmico sobre las nuevas losas de hormigón.

Y hay un elemento más que Le Corbusier pondera en la obra arquitectónica nueva, La 'promenade' arquitectónica: el edificio debe invitar a ser recorrido y a partir de eso se lo podrá comprender en su totalidad.
Su arquitectura resulta ser altamente racionalista, depurada (con el uso de materiales sin disimularlos; nota la posible belleza de las líneas depuradas, sin adornos, sin elementos superfluos) y con un excelente aprovechamiento de la luz y las perspectivas de conjunto, dando una sensación de libertad (al menos para el desplazamiento de la mirada) y facilidad de movimientos.

### El Modulor

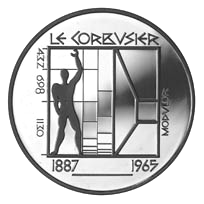
Moneda conmemorativa donde aparece el Modulor de Le Corbusier.

Ideó el Modulor, sistema de medidas basado en las proporciones humanas, en que cada magnitud se relaciona con la anterior por el Número Áureo, para que sirviese de medida de las partes de arquitectura. De esta forma retomaba el ideal antiguo de establecer una relación directa entre las proporciones de los edificios y las del hombre.
Tomó como escala del hombre francés medio de esa época: 1,75 m de estatura; y más adelante añadió la del policía británico de 6 pies (1,8288 m), lo que dio el Modulor II. Los resultados de estas investigaciones fueron publicados en un libro con el mismo nombre del Modulor.
Le Corbusier fue uno de los miembros fundadores del Congreso Internacional de Arquitectura Moderna. En 1930 adoptó la nacionalidad francesa. Unos años después realizó su primer viaje a los Estados Unidos.
Le Corbusier se hizo famoso como uno de los líderes del llamado Estilo Internacional, junto a Ludwig Mies van der Rohe, Walter Gropius y otros. Fue un arquitecto muy admirado en su época e influyó a varias generaciones de arquitectos.

## Influencia en la arquitectura moderna

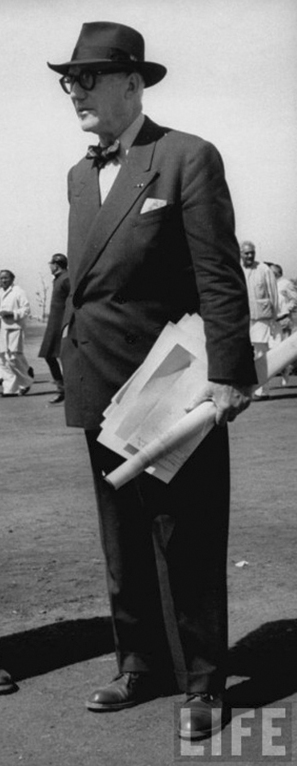
Le Corbusier

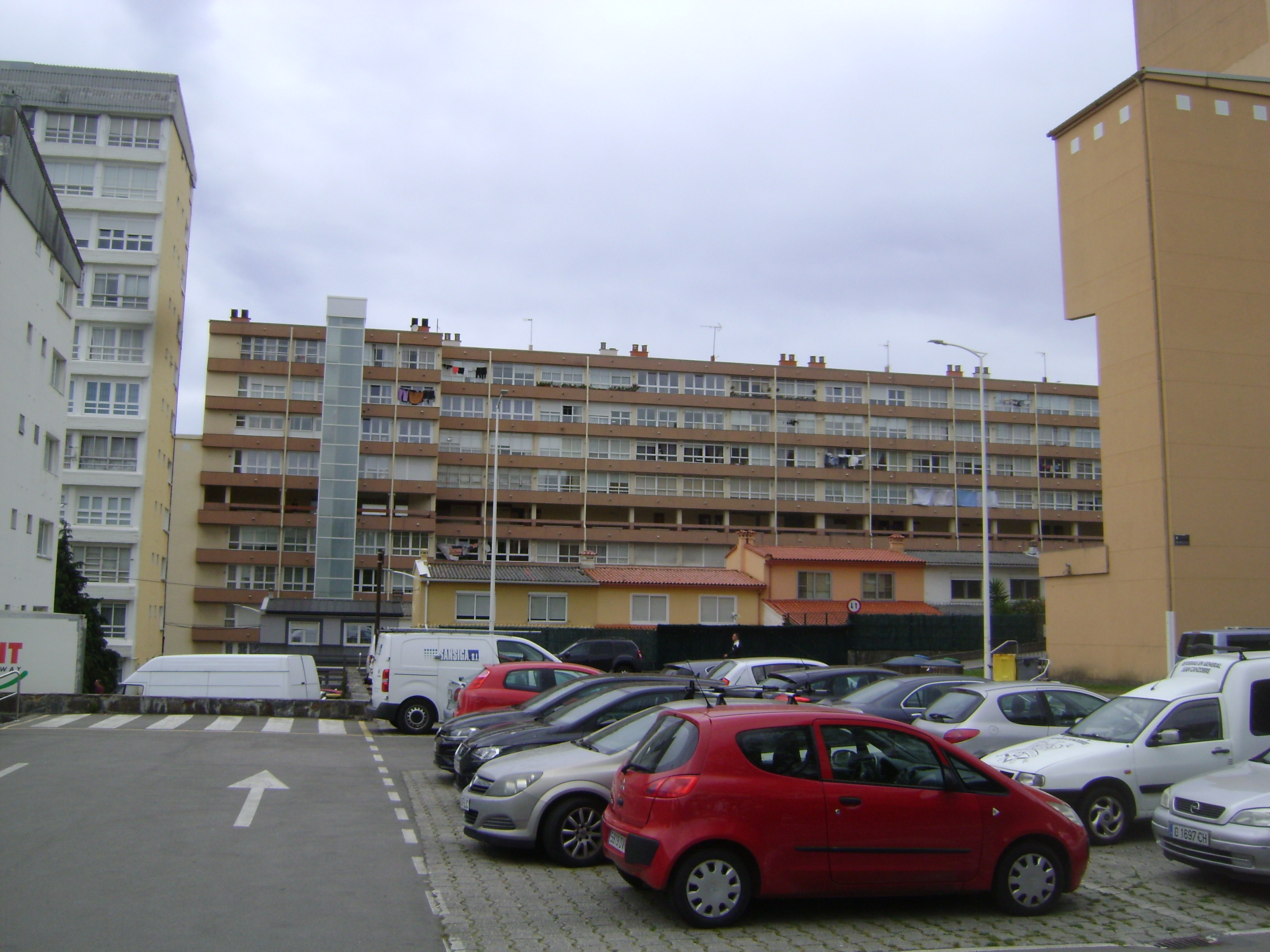
Imagen del Barrio de las Flores, La Coruña, Galicia (España), construido bajo la influencia de Le Corbusier.

Hoy en día la obra y el razonamiento espacial de Le Corbusier siguen vigentes tanto en la práctica como en la enseñanza y en la teoría de la arquitectura. Como una de las figuras clave de la arquitectura moderna, la continuación del movimiento tiene en él y en sus obras un referente directo. Como uno de los precursores del brutalismo, sus trabajos posteriores han servido de base a corrientes arquitectónicas apoyadas en la tectónica (expresión de los materiales y sistemas constructivos) y a diferentes enfoques regionalistas.
Si bien para muchas figuras del pensamiento arquitectónico contemporáneo, la modernidad es un movimiento obsoleto, y por lo tanto las obras y premisas de su arquitectura no deben continuarse, hay un grupo importante de arquitectos (llamados neomodernos o simplemente modernos) que continúan haciendo arquitectura en el espíritu de Le Corbusier.
Introdujo la proporción áurea en muchas de sus obras, por ejemplo se puede apreciar en el módulo de la Capilla de Notre Dame du Haut.
Le Corbusier ha influido de manera muy significativa en gran cantidad de arquitectos por todo el mundo. Entre sus seguidores pueden citarse Mario Pani Darqui en México, Oscar Niemeyer en Brasil,  Antonio Bonet, Juan Kurchan, Jorge Ferrari Hardoy, Amancio Williams y Clorindo Testa (en su primer periodo creativo) en Argentina, los docentes y teóricos urbanistas Justino Serralta y Carlos Gómez Gavazzo en Uruguay, Francisco Javier Sáenz de Oiza en España, Germán Samper Gnecco, Rogelio Salmona y Dicken Castro en Colombia, Shadrach Woods en Estados Unidos o Emilio Duhart, Roberto Dávila y Enrique Gebhard en Chile. 
Por otra parte, en la tendencia actual de las ciudades sostenibles, reconocidos urbanistas y especialistas del tema como Jane Jacobs, Jeff Speck y Brent Toderian coinciden con los efectos negativos que tiene en la movilidad de las ciudades la arquitectura urbana, y su expresión urbana, la ciudad industrial. Debido a que el modelo separa las tres principales funciones de la ciudad: residencia, trabajo y recreación, se induce al aumento de la distancia que deben recorrer las personas. Si bien la distancia promedio de un viaje a pie de una persona es de 400 metros, una distancia mayor a esta es impráctica realizarla a pie. En el caso de una urbanización basada en la arquitectura moderna, el ciudadano debe recorrer una distancia mucho mayor a esta, con lo que se ve inducida a usar un medio de transporte motorizado. Para la mayoría de los casos, al no haber transporte público, la primera alternativa es el automóvil privado. Para contrarrestar estos efectos la corriente de movilidad sostenible estudia formas de mejorar las condiciones de movilidad, teniendo como bandera el Desarrollo Orientado al Transporte.

## Obras y proyectos
- Villa Fallet, (La Chaux-de-Fonds, Suiza) (1905)
- Villa Jeanneret-Perret (Maison blanche), (La Chaux-de-Fonds, Suiza) (1912)
- Maison Ozenfant (París, Francia) (1922)
- Barrio Modernes Frugès, Pessac (Burdeos, Francia)
- Edificio del Ejército de Salvación, (París, Francia)
- Villa Cook (Boulogne, Francia)
- Villa Savoye (Poissy, Francia)[16]
- Casa Guiette (Amberes, Bélgica)
- Pabellón de Nestlé, Feria de París (1927)
- Ático Beistegui en París, o «Ático de Beistegui» (1929)[17]
- Proyecto para el Museo Mundial en Ginebra, o «Mundaneum» (1929)
- Edificio Chemin de Villiers (Poissy, Francia)
- Barcaza del Ejército de Salvación, asilo flotante (París)
- Villa le Sextant (Maison aux Mathes, Maison L'Océan) 1935
- Pabellón suizo, Ciudad Universitaria de París (1931)
- Inmueble Porte Molitor (París) (1931-1934)
- Edificio Clarté (Ginebra)
- Edificio de departamentos en la calle Nungesser et Coli (París)
- Ministerio de Educación Nacional (Río de Janeiro) (colab. de Oscar Niemeyer y Lúcio Costa).
- Fábrica Duval (Saint-Dié-des-Vosges, Francia)
- Unidad de Habitación (Marsella)
- Le Cabanon, Roquebrune, Cap Martin, Francia, 1951.
- Capilla de Nuestra Señora del Alto (Ronchamp, Francia)
- Pabellón Philips, Bruselas (1958)
- Edificio de la Asociación de Hilanderos (Ahmedabad, India)
- Villa Sarabhai (Ahmedabad, India)
- Museo de Ahmedabad (India)
- Edificio de la Alta Corte Judicial (Chandigarh, India)
- Museo y Galería de arte (Chandigarh, India)
- Convento de Santa María de La Tourette (Lyon)
- Casa del Brasil, Ciudad Universitaria (París)
- Casa de la Cultura de Firminy-Vert (Firminy, Francia)
- Unidad de Habitación de Firminy-Vert (Firminy, Francia)
- Estadio de Firminy-Vert (Firminy, Francia)
- Piscina de Firminy-Vert (Firminy, Francia)
- Iglesia Saint-Pierre Firminy-Vert, (Firminy, Francia) (1973-2006) (colab. de José Oubrerie).
- Viviendas Heilsbergen Dreieck (Berlín)
- Museo Nacional de Arte Occidental (Tokio)
- Centro de Artes Visuales Carpenter, Universidad Harvard (Massachusetts)
- Centro Le Corbusier (Zúrich)
- Casa Curutchet (La Plata, Argentina)
- Villa Shodan (Ahmedabad, India) (1951-1956)

## Obra arquitectónica de Le Corbusier – Contribución excepcional al Movimiento Moderno
El conjunto «Obra arquitectónica de Le Corbusier – Contribución excepcional al Movimiento Moderno» fue inscrito el 15 de marzo de 2016  como Patrimonio de la Humanidad, en la categoría de bien cultural (n.º. ref. 1321rev). Es un amplio conjunto transnacional —en siete países: Alemania, Argentina, Bélgica, Francia, India, Japón y Suiza— que consiste en una selección de 17 obras en varios países del arquitecto franco-suizo Le Corbusier, algunas con varios inmuebles. Estos lugares demuestran cómo se aplicó la arquitectura del Movimiento Moderno para responder a las necesidades de la sociedad y mostrar el alcance global de un estilo y un arquitecto.
| Imagen                                             | ID       | Nombre | Localidad                    | Subentidad             | País      | Área protegida (ha) | Área tampón (ha) | Coordenadas |
|                                                    | 1321-001 | Villas La Roche y Jeanneret                                                                                       | París                        | París                  | Francia   | 0,097               | 13,644           |             |
|                                                    | 1321-002 | Pequeña villa al borde del lago Léman                                                                             | Corseaux                     | Vaud                   | Suiza     | 0,04                | 5,8              |             |
|                                                    | 1321-003 | Cité Frugès | Pessac                       | Gironda                | Francia   | 2,179               | 26,475           |             |
|                                                    | 1321-004 | Casa Guiette | Amberes                      | Amberes                | Bélgica   | 0,0103              | 6,7531           |             |
|                                                    | 1321-005 | Casas de la Weissenhof-Siedlung                                                                                   | Stuttgart                    | Baden-Wurtemberg       | Alemania  | 0,1165              | 33,6213          |             |
|                                                    | 1321-006 | Villa Savoye y caseta del jardinero                                                                               | Poissy                       | Yvelines               | Francia   | 1,036               | 155,585          |             |
|                                                    | 1321-007 | Edificio Clarté                                                                                                   | Ginebra                      | Ginebra                | Suiza     | 0,15                | 1,8              |             |
| Archivo:Paris - Immeuble Molitor (27313891952).jpg | 1321-008 | Edificio de apartamentos en la Puerta Molitor (Immeuble Molitor)                                                  | París / Boulogne-Billancourt | París / Altos del Sena | Francia   | 0,032               | 57,113           |             |
|                                                    | 1321-009 | Unidad de habitación de Marsella                                                                                  | Marsella                     | Bocas del Ródano       | Francia   | 3,648               | 119,833          |             |
|                                                    | 1321-010 | Fábrica Claude-et-Duval (La Manufacture à Saint-Dié)                                                              | Saint-Dié-des-Vosges         | Vosgos                 | Francia   | 0,762               | 64,912           |             |
|                                                    | 1321-011 | Casa del doctor Curutchet                                                                                         | La Plata                     | Buenos Aires           | Argentina | 0,027               | 6,965            |             |
|                                                    | 1321-012 | Capilla Notre Dame du Haut                                                                                        | Ronchamp                     | Alto Saona             | Francia   | 2,734               | 239,661          |             |
|                                                    | 1321-013 | Cabaña de Le Corbusier (Cabanon de Le Corbusier)                                                                  | Roquebrune-Cap Martin        | Alpes Marítimos        | Francia   | 0,198               | 176,172          |             |
|                                                    | 1321-014 | Complejo del Capitolio (comprende la Asamblea Legislativa, el Edificio del Secretariado y el Palacio de Justicia) | Chandigarh                   | Chandigarh             | India     | 66                  | 195              |             |
|                                                    | 1321-015 | Convento de Santa María de laTourette                                                                             | Éveux                        | Ródano                 | Francia   | 17,923              | 99,872           |             |
|                                                    | 1321-016 | Museo Nacional de Arte Occidental                                                                                 | Taito (Tokio)                | Tokio                  |           | 0,93                | 116,17           |             |
|                                                    | 1321-017 | Casa de Cultura de Firminy-Vert                                                                                   | Firminy                      | Loira                  | Francia   | 2,601               | 90,008           |             |

## Publicaciones

### Con el nombre de Charles-Édouard Jeanneret-Gris
- 1912 — Étude sur le mouvement d'art décoratif en Allemagne, La Chaux-de-Fonds, 1912.
- 1925 — La peinture moderne', con Amédée Ozenfant, París, 1925.

### Con el nombre de Le Corbusier
- 1918 — Après le cubisme, con Amédée Ozenfant, París 1918.
- 1923 — Vers une architecture (Hacia una arquitectura), París 1923.
- 1924 — Urbanisme, París 1924.
- 1925 — L'art décoratif aujourd'hui, París 1925.
- 1925 — Almanach d'architecture moderne, París 1925.
- 1926 — Architecture d'époque machiniste, París 1926.
- 1928 — Requête adressée à la Société des Nations, con Pierre Jeanneret, París 1928.
- 1928 — Une maison, un palais, París 1928.
- 1930 — Précisions sur un état présent de l'architecture et de l'urbanisme, París 1930.
- 1931 — Clavier de couleur Salubra, Bâle 1931.
- 1931 — Requête à Monsieur le président du Conseil de la Société des Nations, con Pierre Jeanneret, París 1931.
- 1933 — Croisade ou le crépuscule des académies, París 1933.
- 1935 — La ville radieuse, Boulogne, 1935.
- 1935 — Aircraft, Londres–Nueva York 1935.
- 1937 — Quand les cathédrales étaient blanches (Cuando las catedrales eran blancas), París 1937.
- 1937 — Les tendances de l'architecture rationaliste en rapport avec la peinture et la sculpture, Roma, 1937.
- 1938 — Îlot insalubre n° 6, con Pierre Jeanneret, París 1938.
- 1938 — Des canons, des munitions? Merci, des logis SVP, Boulogne 1938.
- 1939 — Le Lyrisme des temps nouveaux et l'Urbanisme, Colmar 1939.
- 1941 — Destin de París, París–Clermont-Ferrand 1941.
- 1941 — Sur les quatre routes, París 1941.
- 1942 — La maison des hommes, con François de Pierrefeu, París 1942.
- 1942 — Les constructions murondins, París–Clermont-Ferrand 1942.
- 1943 — Entretien avec les étudiants des écoles d'architecture, Paris, 1943
- 1943 — La Charte d'Athènes, París 1943 (adaptación para su publicación) (Carta de Atenas).
- 1945 — Les trois établissements humains, París 1945.
- 1946 — Propos d'urbanisme, París 1946.
- 1946 — Manière de penser l'urbanisme, Boulogne, 1946
- 1947 — U.N. headquarters, Nueva York 1947
- 1948 — New world of space, Nueva York, 1948
- 1948 — Grille C.I.A.M. d'urbanisme: mise en application de la Charte d'Athènes, Boulogne 1948
- 1950 — Le modulor, Boulogne 1950
- 1950 — Les problèmes de la normalisation: rapport présenté au Conseil économique, in La charte de l'habitat, vol.1, París 1950
- 1950 — L'unité d'habitation de Marseille, Souillac–Mulhouse 1950
- 1950 — Poésie sur Alger, París 1950
- 1954 — Une petite maison, Zúrich 1954.[19]
- 1955 — Le Modulor II (La parole est aux usagers), Boulogne 1955
- 1955 — Architecture du bonheur, l'urbanisme est une clef, París 1955
- 1955 — Le Poème de l'angle droit, París 1955.[20]
- 1956 — Les plans de París: 1956-1922, París 1956
- 1957 — Von der Poesie des Bauens, Zúrich 1957
- 1959 — Second clavier des couleurs, Bâle 1959
- 1960 — L'atelier de la recherche patiente, París 1960
- 1961 — Orsay París 1961, París 1961
- 1966 — Le voyage d'Orient (El viaje de Oriente), París 1966
- 1966 — Mises au point, París 1966
- 1968 — Les maternelles vous parlent, París 1968
- 2006 — Conférences de Río (1936). Introducción, selección de textos y notas de Yannis Tsiomis. París, Flammarion, 2006.

## Obra pictórica

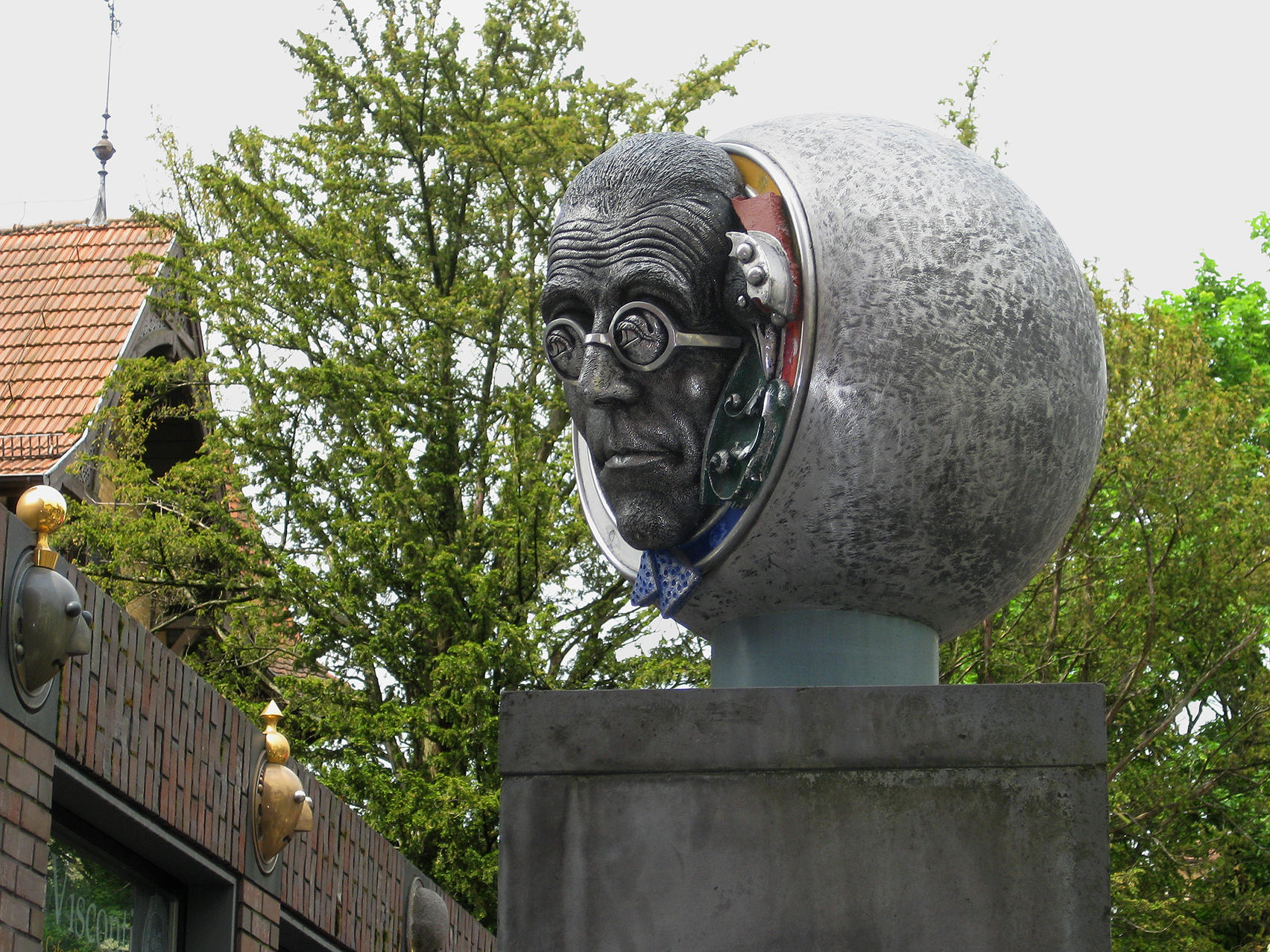
Monumento a Le Corbusier en Bietigheim-Bissingen (Alemania), obra de Jürgen Goertz.

Como escribe Daniel Gitalt Miracle, director del MACBA entre 1988 y 1994, en su texto El arte una praxis libre: «a la hora de evaluarlo no podemos prescindir de su extensa obra plástica, que incluye pintura, dibujo, grabado, escultura, collage, etc., especialmente porque como repetía “es en el ejercicio de las artes plásticas donde he encontrado la savia intelectual de mi urbanismo y mi arquitectura».
Ya en 1911, al iniciar la carrera de arquitectura pinta acuarelas de temática intimista con influencias del cubismo, pero no será hasta 1918, al conocer a Amédée Ozenfant, cuando se reafirma su vocación pictórica. Juntos sentarán las bases del purismo con manifiestos como “Après le cubisme” y la revista L’espirit noveau y participarán en exposiciones en galerías como L’Effort Moderne. En 1925 rompe con Ozenfant y coincide con uno de sus grandes amigos, Fernand Léger, con el que se influenciará mutuamente especialmente en las décadas de los 20 y 30.
Su pintura continua evolucionando, y a principios de la década de 1930 la mujer se convertirá en su temática principal, como se comenta en el libro Le Corbusier dipinti e disegni:  «aparecerán con formas vagamente inspiradas en Léger, en las que las sinuosidades de sus cuerpos recordarán a las de las naturalezas muertas[…] las representará de mil maneras, pero siempre con una visión mediterránea, solar, pánica, primigenia fuente creadora, de formas generosas y expresivas, una especia de diosa de la tierra».
A finales de esa década realiza sus primeros collages. En 1938 el Kunsthaus de Zúrich le dedica su primera retrospectiva de obra plástica.
A mediados de los 40 se inicia en la escultura de la mano de Joseph Savina, que realizará en tres dimensiones sus proyectos como Ozon o Ubu., en ese momento también aparecen en su obra los toros, como destaca Juan Calatrava: «la imagen del toro ocupa un papel importante en el simbolismo cada vez más complejo de la obra plástica corbuseriana, representando al mismo tiempo la fuerza del la resurrección primaveral frente a la oscuridad invernal, la naturaleza en continuo cambio y movimiento y la masculinidad frente a los aspectos femeninos del cosmos». Ya en la década de 1950 su obra tiene un nuevo gran impulso «a partir de los 50 ocupa un lugar fundamental un aspecto hasta entonces escasamente presente en su producción: la obra gráfica[…] obras individuales, o series de grabados en cobre, rodoides, litografías…, se aúnan su afán de experimentación técnica y el creciente éxito de sus producciones plásticas».
En la década de los 50 aparece uno de sus temas de madurez, la mano. La representación de la mano abierta, marcada por su pensamiento «plain main j’ai reçu plain main je donne» («he recibido a manos llenas, doy a manos llenas»). La mano es el punto de contacto ente el arquitecto y el mundo que le permite a éste dar y recibir.
Antes de su muerte, expondrá en el Museo de Arte Moderno de París en 1953 y 1962.
Tras su muerte, su galerista y amiga Heidi Webber inauguró en 1967 el Heidi Webber Museum – Centre Le Corbusier en Zúrich.
Su obra ha sido expuesta en galerías de Madrid, Barcelona, París, museos como el MNCARS, el MOMA, el MAXXI o el Moderna Museet entre muchos otros.